# 안 가비 오딜
안 가비 오딜(Hanne Gaby Odiele, 1988년 10월 8일 ~ )은 벨기에의 모델이다. 오딜리는 보그, 엘르 등 패션 잡지 모델로 활약했으며 마크제이콥스, 샤넬, 지방시, 프라다 등 유명 브랜드의 런웨이 무대에도 수차례 등장했다. 그녀는 사내 아이들에게서 흔히 발견되는 XY염색체들을 여자 아이들이 갖고 태어나게 만드는 안드로겐 무감응 증후군을 갖고 태어났으며 인터섹스였다고 털어놓았다. 몸 속에 있는 남성의 성기가 암을 유발할 수 있다는 의사의 권유를 받고 10세 때 이를 제거하는 수술을 받았으며 18세 때는 여성 성기를 복원하는 수술을 받았다고 덧붙였다.